# 拉策堡
拉策堡（德語：Ratzeburg，發音：[ˈʁatsəbʊʁk] ⓘ）是德国石勒苏益格-荷尔斯泰因州劳恩堡公国县的城市，也是劳恩堡公国县的县治，面积30.29平方千米，2023年12月31日人口为14,552人。
拉策堡老城区位于拉策堡湖中部，仅通过三座水坝与大陆相连，因此也被称为“岛城”（Inselstadt）。

## 历史
拉策堡建立于11世纪。1044年，基督教传教士来到该地区并建造了一座修道院，但1066年在一次异教徒反抗中被毁。1143年，萨克森公爵狮子亨利成为拉策堡的统治者，1154年在此建立主教区。她在拉策堡建造了一座哥特式的大教堂，而与此风格类似的教堂亨利在吕贝克和不伦瑞克也各建造了一座。
拉策堡采邑主教区是德国北部最后一个天主教邦国。1550年，采邑主教区最后一位统治者去世。1554年，拉策堡改宗信义宗。
1693年，拉策堡几乎被丹麦国王克里斯蒂安五世的军队完全摧毁。拉策堡在拿破仑战争时期属于法兰西第一共和国，后根据《维也纳会议》划归丹麦。在第二次石勒苏益格战争后，拉策堡又成为普鲁士王国的一部分。

## 友好城市
拉策堡与以下城市结为友好城市：
- 法國 塞纳河畔沙蒂永（1960年）
- 比利时 埃斯讷（1969年）
- 比利时 瓦尔库尔（1969年）
- 丹麦 里伯（1989年）
- 德国 申贝格（1990年）
- 波蘭 索波特（1994年）
- 瑞典 斯特兰奈斯市镇（1996年）